# Astronautgrupp 10
Astronautgrupp 10 togs ut 23 maj 1984.

## Rymdfararna
| Namn                | Flygning                                         | Notering |
| ------------------- | ------------------------------------------------ | -------- |
| James C. Adamson    | STS-28, STS-43                                   |          |
| Ellen S. Baker      | STS-34, STS-43, STS-50, STS-71                   |          |
| Mark N. Brown       | STS-28, STS-48                                   |          |
| Kenneth D. Cameron  | STS-37, STS-56, STS-74                           |          |
| Sonny Carter        | STS-33                                           |          |
| John H. Casper      | STS-36, STS-54, STS-62, STS-77                   |          |
| Frank L. Culbertson | STS-38, STS-51, ISS-3                            |          |
| Sidney M. Gutierrez | STS-40, STS-59                                   |          |
| L. Blaine Hammond   | STS-39, STS-64                                   |          |
| Marsha S. Ivins     | STS-32, STS-46, STS-62, STS-81, STS-98           |          |
| Mark C. Lee         | STS-30, STS-47, STS-64, STS-82                   |          |
| G. David Low        | STS-32, STS-43, STS-57                           |          |
| Michael J. McCulley | STS-34                                           |          |
| William M. Shepherd | STS-27, STS-41, STS-52, ISS-1                    |          |
| Kathryn C. Thornton | STS-33, STS-49, STS-61, STS-73                   |          |
| Charles Lacy Veach  | STS-39, STS-52                                   |          |
| Jim Wetherbee       | STS-32, STS-52, STS-63, STS-86, STS-102, STS-113 |          |